# Sierra Leone tại Thế vận hội
Sierra Leone đã gửi vận động viên (VĐV) tới các kỳ Thế vận hội Mùa hè kể từ năm 1968, trừ các kỳ năm 1972 và 1976. Sierra Leone chưa có huy chương Olympic và cũng chưa từng tham dự Thế vận hội Mùa đông.

## Bảng huy chương

### Huy chương tại các kỳ Thế vận hội Mùa hè
| 1896–1964             | không tham dự | không tham dự | không tham dự | không tham dự |
| Thành phố México 1968 | 0             | 0             | 0             | 0             |
| München 1972          | không tham dự | không tham dự | không tham dự | không tham dự |
| Montréal 1976         | không tham dự | không tham dự | không tham dự | không tham dự |
| Moskva 1980           | 0             | 0             | 0             | 0             |
| Los Angeles 1984      | 0             | 0             | 0             | 0             |
| Seoul 1988            | 0             | 0             | 0             | 0             |
| Barcelona 1992        | 0             | 0             | 0             | 0             |
| Atlanta 1996          | 0             | 0             | 0             | 0             |
| Sydney 2000           | 0             | 0             | 0             | 0             |
| Athens 2004           | 0             | 0             | 0             | 0             |
| Bắc Kinh 2008         | 0             | 0             | 0             | 0             |
| Luân Đôn 2012         | 0             | 0             | 0             | 0             |
| Rio de Janeiro 2016   | 0             | 0             | 0             | 0             |
| Tokyo 2020            | chưa diễn ra  |               |               |               |
| Tổng số               | 0             | 0             | 0             | 0             |